# Subkowy (gemeente)
De gemeente Subkowy is een landgemeente in het Poolse woiwodschap Pommeren, in powiat Tczewski.
De gemeente bestaat uit 11 administratieve plaatsen solectwo: Brzuśce, Gorzędziej, Mała Słońca, Mały Garc, Narkowy, Radostowo, Rybaki, Subkowy, Waćmierz, Wielgłowy, Wielka Słońca
De zetel van de gemeente is in Subkowy.
Op 30 juni 2004 telde de gemeente 5188 inwoners.

## Oppervlakte gegevens
In 2002 bedroeg de totale oppervlakte van gemeente Subkowy 78,22 km², waarvan:
- agrarisch gebied: 78%
- bossen: 11%

De gemeente beslaat 11,21% van de totale oppervlakte van de powiat.

## Demografie
Stand op 30 juni 2004:
| Omschrijving                   | Totaal | Totaal | Vrouwen | Vrouwen | Mannen | Mannen |
| ------------------------------ | ------ | ------ | ------- | ------- | ------ | ------ |
| eenheid                        | aantal | %      | aantal  | %       | aantal | %      |
| inwoners                       | 5188   | 100    | 2532    | 48,8    | 2656   | 51,2   |
| bevolkingsdichtheid (inw./km²) | 66,3   | 66,3   | 32,4    | 32,4    | 34     | 34     |

In 2002 bedroeg het gemiddelde inkomen per inwoner 1574,63 zł.

## Plaatsen zonder de statussołectwo
- Bukowiec, Mały Gorzędziej, Pasiska, Radostkowo, Starzęcin, Subkowy Małe

## Aangrenzende gemeenten
Miłoradz, Pelplin, Starogard Gdański, Tczew